# Ta'al
Taʿal (Akronym תַּעַ״ל TaʿaL für hebräisch תְּנוּעָה עֲרָבִית לְהִתְחַדְּשׁוּת Tnūʿah ʿAravīt leHitchadschūt, arabisch الحركة العربية للتغيير, DMG al-ḥaraka al-ʿarabiyya li-t-taġyīr ‚Arabische Bewegung für Erneuerung‘) ist eine arabische Partei in Israel, die von Ahmad Tibi angeführt wird.

## Geschichte
Taʿal wurde 1996 von Ahmad Tibi und einigen Mitstreitern gegründet. Bei der Wahl zur Knesset im selben Jahr trat die Partei noch unter dem Namen Arabische Union (HaʾIchud haʿAravi) an, erhielt aber nur 0,1 % der Stimmen. Im Vorfeld der Knesset-Wahl 1999 änderte die Partei ihren Namen und Tibi trat bei der Wahl auf einer gemeinsamen Liste mit Balad an. 2003 trat Taʿal gemeinsam mit Chadasch an und bei den folgenden Wahlen 2006, 2009 und 2013 in einem Bündnis mit Raʿam. Taʿal war von 2015 bis 2019 Teil der Parteienkoalition Vereinte Liste, die bei der Knesset-Wahl 2015 13 Sitze gewann. Neben Ahmad Tibi zog 2015 mit Osama Saadi erstmals ein zweiter Abgeordneter der Partei in die Knesset ein, verließ sie wegen einer Rotationsvereinbarung innerhalb der Vereinten Liste im September 2017 aber wieder. Bei der Knesset-Wahl September 2019 trat Taʿal wieder zusammen mit Chadasch, Raʿam und Balad an, nachdem man im April nur gemeinsam mit Chadasch angetreten war. 
Auch bei den folgenden beiden Wahlen 2020 und 2021 war Ta'al Teil der Vereinten Liste. Diese löste sich vor der Wahl 2022 wieder auf, sodass man erneut gemeinsam mit Chadasch antrat.